# Lili Werner-Rizzolli
Lili Werner-Rizzolli (* 16. Oktober 1907 als Emilie Wayand in Wien; † 8. Oktober 1992 in Frankfurt am Main) war eine österreichische Operettensängerin und Schauspielerin.

## Leben und Wirken
Die Tochter des Elektroingenieurs Emerich Wayand und seiner Frau Anna Maria, geb. Holub, absolvierte zwischen 1920 und 1927 eine Tanz-, Schauspiel- und Gesangsausbildung. Anschließend erhielt sie Engagements als erste Operettensoubrette, Zwischenfachsängerin und Schauspielerin in Dresden, Leipzig, Stolp und Heidelberg.
In Fernsehproduktionen war sie ein eher seltener Gast, so unter der Regie von Berengar Pfahl in der Komödie Familie Zisch macht reinen Tisch.
Lili Werner-Rizzolli war von 1943 bis zu dessen Tod mit dem zweieinhalb Jahre älteren deutschen Schauspielkollegen Herbert Werner-Waldenburg verheiratet. Sie starb 1992 im Wiesenhüttenstift in Frankfurt am Main und wurde auf dem Frankfurter Hauptfriedhof beigesetzt.

## Filmografie
- 1974: Familie Zisch macht reinen Tisch (Fernsehserie)